# Großsteingräber bei Tribohm
Die Großsteingräber bei Tribohm waren drei bis fünf megalithische Grabanlagen der jungsteinzeitlichen Trichterbecherkultur bei Tribohm, einem Ortsteil von Ahrenshagen-Daskow im Landkreis Vorpommern-Rügen (Mecklenburg-Vorpommern). Drei von ihnen wurden 1824 durch Friedrich von Hagenow archäologisch untersucht.

## Lage
Grab 1 befand sich nach von Hagenow östlich von Tribohm, etwa 60–80 Schritt (ca. 45–60 m) nördlich der Brücke. Grab 2 lag direkt links am Weg nach Zornow, 200 Schritt (ca. 150 m) von der Brücke und 800–1000 Schritt (ca. 600–750 m) nordöstlich der Kirche. Grab 3 lag etwa 800 Schritt (ca. 600 m) nordwestlich vom Gutshof Tribohm. Das erhaltene Grab Fpl. 1 befindet sich westlich von Tribohm an nördlichen Rand eines Waldstücks. Das Grab Fpl. 15 liegt etwa 1 km südsüdöstlich hiervon ebenfalls in einem Waldstück. Grab Fpl. 1 könnte evtl. mit von Hagenows Grab 3 identisch sein, abweichende Richtungs- und Entfernungsangaben sowie die Baubeschreibung lassen dies aber unwahrscheinlich erscheinen. Etwa 3 km südöstlich befinden sich die Großsteingräber bei Semlow.

## Beschreibung

### Erhaltene Gräber

#### Grab Fpl. 1
Von diesem Grab sind nur noch drei Steine erhalten, die keine Rückschlüsse auf das ursprüngliche Aussehen der Anlage zulassen. Bei dem größten könnte es sich um einen Deckstein handeln.

#### Grab Fpl. 15
Bei diesem Grab handelt es sich um einen ovalen Erdhügel mit mehreren Steinen. Die Einordnung als Großsteingrab ist nicht gesichert, auch ein Grabhügel wäre möglich.

### Zerstörte Gräber

#### Grab 1
Die Findlinge des Grabes waren bereits vor von Hagenows Untersuchung zur Gewinnung von Baumaterial für eine Mauer gesprengt worden. Eine genaue Rekonstruktion des ursprünglichen Aussehens der Anlage war daher nicht möglich. Es waren aber noch „die gewöhnlich in diesen Gräbern vorkommenden Kammern von flachen Steinen“ vorhanden. Damit scheint wohl ein Bodenpflaster oder die Einteilung der Kammer in Quartiere durch senkrecht aufgestellte Steinplatten gemeint gewesen sein. An Grabbeigaben fand von Hagenow einige Keramikscherben sowie im Abraum eine Feuerstein-Klinge.

#### Grab 2
Grab 2 besaß eine nord-südlich orientierte Grabkammer mit einer Länge von 20 Fuß (ca. 6 m) und einer Breite von 6 Fuß (ca. 1,8 m). Die Wandsteine der westlichen Langseite und die Decksteine waren bereits vor der Untersuchung gesprengt und abtransportiert worden. Das Innere der Kammer war in mehrere Quartiere eingeteilt. Die südlichen Quartiere waren fundleer, in der Mitte der Kammer fand von Hagenow allerdings zahlreiche Knochen und Grabbeigaben. Er fand menschliche Schädel-, Unterkiefer-, Becken-, Arm- und Beinknochen, machte aber keine Angaben, zu wie vielen Individuen diese gehörten. Weiterhin lagen hier Hirschknochen und Geweihbruchstücke sowie das Bruchstück einer Axt und vier Klingen und vier Meißeln aus Feuerstein.

#### Grab 3
Von Grab 3 waren bei von Hagenows Untersuchung nur die beiden Langseiten einigermaßen intakt erhalten. Er machte keine näheren Angaben zu Maßen und Ausrichtung der Kammer. An Grabbeigaben fand er nur eine Klinge und einen Meißel aus Feuerstein.